# Coturnix
Coturnix je rod křepelek, jehož zástupci jsou rozšíření po Austrálii, Eurasii a kdysi i po Novém Zélandu. Do rodu se řadí 5 žijících druhů a jeden vyhynulý druh.

## Taxonomie
Rod Coturnix vytvořil v roce 1764 francouzský přírodovědec François Alexandre Pierre de Garsault. Název druhu Coturnix je latinský výraz pro křepelku polní.

### Seznam druhů
Rod zahrnuje 6 druhů, z nichž jeden druh, křepelka novozélandská (C. novaezelandiae), je vyhynulý.
| Běžné a binomické jméno                           | Fotografie | Areál výskytu |
| ------------------------------------------------- | ---------- | --- |
| křepelka černoprsá (Coturnix coromandelica)       |            | Indický subkontinent včetně Bangladéše, Indie, Nepálu a Pákistánu. Zimuje na Šrí Lance a v Myanmaru, Thajsku, Kambodži a Vietnamu.                 |
| křepelka harlekýn (Coturnix delegorguei)          |            | Afrika a Arabský poloostrov. |
| křepelka polní (Coturnix coturnix)                |            | Hnízdí v Evropě a západní Asii, zimuje na Indickém subkontinentu a v Africe. Některé poddruhy hnízdí v subsaharské Africe.                         |
| křepelka japonská (Coturnix japonica)             |            | Hnízdí ve východní Asii a zimuje ve Vietnamu, Kambodži, Lasou a jižní Číně. Tento druh byl pozorován i při hnízdění v Turecku a zimování v Africe. |
| †křepelka novozélandská (Coturnix novaezelandiae) |            | Nový Zéland. |
| křepelka rezavohrdlá (Coturnix pectoralis)        |            | Austrálie. V Tasmánii vyhynula. |

## Popis
Jedná se o malé nenápadné ptáky s převážně hnědo-žlutým opeřením s bílým a černým flekováním, které křepelkám umožňuje dobře splynout s okolním prostředím.

## Biologie
Křepelky z rodu Coturnix žijí v párech či malých sociální skupinkách. Během migrace mohou tvořit i velká hejna. Ne všechny druhy jsou stěhovavé, avšak většina druhů je schopna velmi rychlého letu, který používají hlavně v případě ohrožení. Většinu času tráví hledáním bezobratlých a semen během prohrabávání půdy a listí na zemi. Typický habitat druhu tvoří hustá vegetace, křoví kolem říčních břehů a obilná pole. Jsou oblíbenou kořistí dravců.